# Барбара Ленні
Барбара Ленні (20 квітня 1984, Мадрид, Іспанія) — іспанська акторка театру і кіно.
Закінчила Вищу королівську школу драматичного мистецтва. Лауреат премії Гоя (2014).

## Вибіркова фільмографія
- 2007 : Тринадцять троянд
- 2011 : Шкіра, в якій я живу
- «Ізабелла» (2012—2014)
- 2016 : Невидимий гість
- 2018 : Усі знають / Todos Lo Saben — Вікторія, дружина Пако

## Нагороди
- Премія «Гоя» (2014)
- Премія Сан Жорді (2009)
- Премія Гауді (2014)
- Премія Feroz (2014, 2017)
- Премія Max (2012)